# Hieracium cirritum
Hieracium cirritum es una especie de planta con flor del género Hieracium, de la familia Asteraceae, orden Asterales.

## Distribución
Hieracium cirritum se distribuye por Austria, Francia, Italia, Suiza y Yugoslavia.

## Taxonomía
Fue descrita científicamente por Arv.-Touv. Fue publicada en Monogr. Pilosella & Hieracium: 27 (1873).